# Kanton Colombes-Nord-Est
Kanton Colombes-Nord-Est (fr. Canton de Colombes-Nord-Est) je francouzský kanton v departementu Hauts-de-Seine v regionu Île-de-France. Tvoří ho severovýchodní část města Colombes.